# Női 3000 méteres gyorskorcsolya az 1960. évi téli olimpiai játékokon
Az 1960. évi téli olimpiai játékokon a gyorskorcsolya női 3000 méteres versenyszámát február 23-án rendezték. Az aranyérmet a szovjet Ligyija Szkoblikova nyerte meg. A versenyszámban nem vett részt magyar versenyző.
Ez a versenyszám először szerepelt a téli olimpia programjában.

## Rekordok
A versenyt megelőzően a következő rekord volt érvényben:
| Világrekord | Rimma Zsukova (URS) | 5:13,8 | Medeo, Szovjetunió | 1953. január 23. |

Elsőként megrendezett versenyszámként az olimpiai rekord a következők szerint alakult:
| Gisela Toews (EUA)                 | 5:48,3 | Squaw Valley, Amerikai Egyesült Államok | 1960. február 23. |
| Elsa Einarsson (SWE)               | 5:32,2 | Squaw Valley, Amerikai Egyesült Államok | 1960. február 23. |
| Tamara Rilova (URS)                | 5:30,0 | Squaw Valley, Amerikai Egyesült Államok | 1960. február 23. |
| Helena Pilejczyk (POL)             | 5:26,2 | Squaw Valley, Amerikai Egyesült Államok | 1960. február 23. |
| Christina Lindblom-Scherling (SWE) | 5:25,5 | Squaw Valley, Amerikai Egyesült Államok | 1960. február 23. |
| Valentyina Sztyenyina (URS)        | 5:16,9 | Squaw Valley, Amerikai Egyesült Államok | 1960. február 23. |
| Ligyija Szkoblikova (URS)          | 5:14,3 | Squaw Valley, Amerikai Egyesült Államok | 1960. február 23. |

## Végeredmény
Mindegyik versenyző egy futamot teljesített, az időeredmények határozták meg a végső sorrendet. Az időeredmények másodpercben értendők. 
| Helyezés | Versenyző                    | Nemzet                      | Idő    |
| -------- | ---------------------------- | --------------------------- | ------ |
| Arany    | Ligyija Szkoblikova          | Szovjetunió (URS)           | 5:14,3 |
| Ezüst    | Valentyina Sztyenyina        | Szovjetunió (URS)           | 5:16,9 |
| Bronz    | Eevi Huttunen                | Finnország (FIN)            | 5:21,0 |
| 4.       | Nagakubo-Takamizava Hacue    | Japán (JPN)                 | 5:21,4 |
| 5.       | Christina Lindblom-Scherling | Svédország (SWE)            | 5:25,5 |
| 6.       | Helena Pilejczyk             | Lengyelország (POL)         | 5:26,2 |
| 7.       | Elwira Seroczyńska           | Lengyelország (POL)         | 5:27,3 |
| 8.       | Jeanne Ashworth              | Egyesült Államok (USA)      | 5:28,5 |
| 9.       | Tamara Rilova                | Szovjetunió (URS)           | 5:30,0 |
| 10.      | Takano Josiko                | Japán (JPN)                 | 5:30,9 |
| 11.      | Elsa Einarsson               | Svédország (SWE)            | 5:32,2 |
| 12.      | Iris Sihvonen                | Finnország (FIN)            | 5:35,2 |
| 13.      | Inge Görmer                  | Egyesült Német Csapat (EUA) | 5:37,5 |
| 14.      | Doreen Ryan                  | Kanada (CAN)                | 5:39,7 |
| 15.      | Françoise Lucas              | Franciaország (FRA)         | 5:42,5 |
| 16.      | Peggy Robb                   | Kanada (CAN)                | 5:43,5 |
| 17.      | Gisela Toews                 | Egyesült Német Csapat (EUA) | 5:48,3 |
| 18.      | Cornelia Harrington          | Egyesült Államok (USA)      | 5:57,5 |
| 19.      | Beverly Buhr                 | Egyesült Államok (USA)      | 6:03,1 |
| 20.      | Kim Kjonghö                  | Dél-Korea (KOR)             | 6:08,2 |